# 꽃마을
꽃마을은 부산 서구 서대신4동 10통·11통 지역으로 서대신4동과 사상구를 연결하는 해발 220m의 고개에 소재한 마을이다. 옛날 이 곳에는 조그마한 주막집이 몇 채 있었는데, 6.25동란 전후 피란민이 몰려와 집단으로 거주하기 시작하여 당시 마을 주민 대부분이 꽃재배를 생업으로 삼고 국화·카네이션 등을 시내 꽃가게에 내다 팔거나 학교 졸업식이나 입학식 때 학교 앞에서 직접 팔아서 생활을 영위하면서부터 ‘꽃마을’이라 부르기 시작하였다.
서구의 발전 잠재력을 지닌 꽃마을은 2003년 마을 진입도로가 확장되고 현대식 건물들이 새로 들어서면서 현재는 많이 달라진 모습이다.
특히, 최근에는 구덕산자락 꽃마을 주변에 조성된 구덕청소년수련원 등 이 일대는 지역주민과 청소년을 위한 문화요람으로 크게 변화하고 있다.
자연환경과 조화를 이루며 조성된 수목원과 함께 2004년 11월에 개관한 교육역사관과 민속생활관에 이어 2005년에는 목석원예관과 민속박물관이 개관하였으며, 구덕야영장 인근에는 구덕청소년수련관의 개관(2005년 5월말)으로 서부산권 청소년들의 심신수련 및 체험활동의 장으로써 크게 호응을 얻고 있다.
또한, 이 곳에는 1981년 서구청에서 설치하여 직영하는 2,000여평 규모의 양묘장이 있고, 서구에서는 규모가 가장 큰 내원정사라는 사찰이 소재하고 있다. 
현재 472세대 1,344명이 거주하는 꽃마을은 꽃재배를 하는 주민은 거의 없고 공휴일이면 외래에서 구덕산과 승학산을 찾는 많은 등산객들을 상대로 닭·오리고기와 막걸리와 시래기 해장국 등을 파는 음식점이 성업을 이루고 있다.
2005년부터 2014년까지 부산자연예술인협회가 진행한  '꽃마을국제자연예술제'와 '부산국제행위예술제'등이 꽃마을에 위치한 문화창작공간ARTinNATURE를 기반으로 운영되면서 마을 곳곳을 배경으로 다양한 문화 이벤트와 함께 벽화 및 설치미술품들이 조성되면서 마을 주민 및  이곷을 찾는 등산객들에게 문화적 볼거리를 제공하고 있어 '꽃마을 벽화마을'로 소개되기도 한다.
2014년 이후에는 '꽃마을국제자연예술제'가 '부산국제 오픈아츠 프로젝트(International OpenArts Project in Busan)'이름을 바꾸며, 국내외 작가들과 보다 다양한 문화예술 프로젝트를 펼치면서꽃마을로169번길 일대를 '꽃마을 예술촌'으로 형성해 나가고 있다.